# Chiesa cattolica nelle Isole Salomone
La Chiesa cattolica nelle isole Salomone è parte della Chiesa cattolica, sotto la guida spirituale del Papa e della Santa Sede.

## Organizzazione ecclesiastica
La Chiesa cattolica nell'arcipelago è presente con un'arcidiocesi metropolitana e due diocesi suffraganee:
- Arcidiocesi di Honiara
  - Diocesi di Auki
  - Diocesi di Gizo

Nel 2006 il numero di fedeli cattolici ammontava a 95.967 battezzati, pari al 21% del totale della popolazione delle isole.

## Nunziatura apostolica
La delegazione apostolica di Papua Nuova Guinea e delle Isole Salomone è stata costituita il 1º dicembre 1975 con il breve Cum in Oceania di papa Paolo VI; essa aveva sede nella città di Port Moresby.
Il 7 marzo 1977 essa ha mutato nome in delegazione apostolica delle Isole Salomone occidentali e meridionali in forza del breve Quo aptius del medesimo papa Paolo VI.
La nunziatura apostolica delle Isole Salomone è stata istituita il 18 gennaio 1985 con il breve Ut fert probata di papa Giovanni Paolo II.

### Delegati apostolici
- Andrea Cordero Lanza di Montezemolo † (5 aprile 1977 - 25 ottobre 1980 nominato nunzio apostolico in Honduras e Nicaragua)
- Francesco De Nittis † (7 marzo 1981 - 24 gennaio 1985 nominato nunzio apostolico in El Salvador)

### Nunzi apostolici
- Antonio Maria Vegliò (27 luglio 1985 - 21 ottobre 1989 nominato nunzio apostolico in Capo Verde, Guinea Bissau, Mali e Senegal e delegato apostolico in Mauritania)
- Giovanni Ceirano † (15 gennaio 1990 - 20 agosto 1992 nominato nunzio apostolico in Danimarca, Finlandia, Islanda, Norvegia e Svezia)
- Ramiro Moliner Inglés † (2 gennaio 1993 - 10 maggio 1997 nominato nunzio apostolico in Guatemala)
- Hans Schwemmer † (9 luglio 1997 - 1º ottobre 2001 deceduto)
- Adolfo Tito Yllana (5 febbraio 2002 - 31 marzo 2006 nominato nunzio apostolico in Pakistan)
- Francisco Montecillo Padilla (1º aprile 2006 - 10 novembre 2011 nominato nunzio apostolico in Tanzania)
- Santo Rocco Gangemi (27 gennaio 2012 - 16 aprile 2013 dimesso)
- Michael Wallace Banach (16 aprile 2013 - 19 marzo 2016 nominato nunzio apostolico in Senegal e delegato apostolico in Mauritania)
- Kurian Mathew Vayalunkal (21 settembre 2016 - 1º gennaio 2021 nominato nunzio apostolico in Algeria)
- Fermín Emilio Sosa Rodríguez (16 dicembre 2021 - 17 novembre 2023 nominato nunzio apostolico in Bolivia)
- Mauro Lalli (14 maggio 2024 - ? dimesso)
- Maurizio Bravi, dal 15 gennaio 2025

## Conferenza episcopale
Le Isole Salomone non ha una Conferenza episcopale propria, ma l'episcopato locale è parte della Conferenza dei vescovi cattolici di Papua Nuova Guinea e Isole Salomone (Catholic Bishops' Conference of Papua New Guinea and Solomon Islands).
Elenco dei Presidenti della Conferenza episcopale:
- Adolph Alexander Noser, S.V.D. (1967 - 1969)
- Leo Clement Andrew Arkfeld, S.V.D. (1969 - 1973)
- William Kevin Rowell, O.F.M. (1973 - 1975)
- Henry Anthony A. van Lieshout, C.M.M. (1975 - 1978)
- Firmin Martin Schmidt, O.F.M. Cap. (1978 - 1983)
- Raymond Rodly Caesar, S.V.D. (1983 - 1984)
- Gregory Singkai (1984 - 1987)
- Gérard-Joseph Deschamps, S.M.M. (1987 - 1990)
- Michael Meier, S.V.D. (1990 - 1993)
- Brian James Barnes, O.F.M. (1993 - 1994)
- Karl Hesse, M.S.C. (1994 - 1996)
- Raymond Philip Kalisz, S.V.D. (1996 - 1999)
- Stephen Joseph Reichert, O.F.M. Cap. (1999 - 2002)
- Karl Hesse, M.S.C. (2002 - 2005)
- Francesco Sarego, S.V.D. (luglio 2005 - aprile 2008)
- Francesco Panfilo, S.D.B. (aprile 2008 - maggio 2011)
- John Ribat, M.S.C. (maggio 2011 - maggio 2014)
- Arnold Orowae (maggio 2014 - 3 maggio 2017)
- Rochus Josef Tatamai, M.S.C. (3 maggio 2017 - luglio 2020)
- Anton Bal, dal luglio del 2020

Elenco dei Vicepresidenti della Conferenza episcopale:
- Stephen Joseph Reichert, O.F.M. Cap. (maggio 2014  - 3 maggio 2017)
- Anton Bal (3 maggio 2017 - luglio 2020)